# كريستا ماكغي
كريستا ماكغي (بالإنجليزية: Krista McGee)‏ (31 يناير 1975)؛ روائية أمريكية.